# プリンゼン
プリンゼ（die Plinse, Plinze）は、東部ドイツの料理で、中に詰め物をしたパンケーキのこと。プリンツェとも。複数形がプリンゼン（Plinsen）。
英語でペストリー(pastry)、クロアチア語でムリンツィ(mlinci)とも訳される。